# Orgyiodes
Orgyiodes là một chi bướm đêm thuộc họ Geometridae.